# Eva Bitter
Eva Maria Bitter (* 8. Oktober 1973) ist eine deutsche Springreiterin. Sie gewann zwischen 2003 und 2014 sechs deutsche Meistertitel bei den Amazonen (Springreiterinnen).

## Werdegang

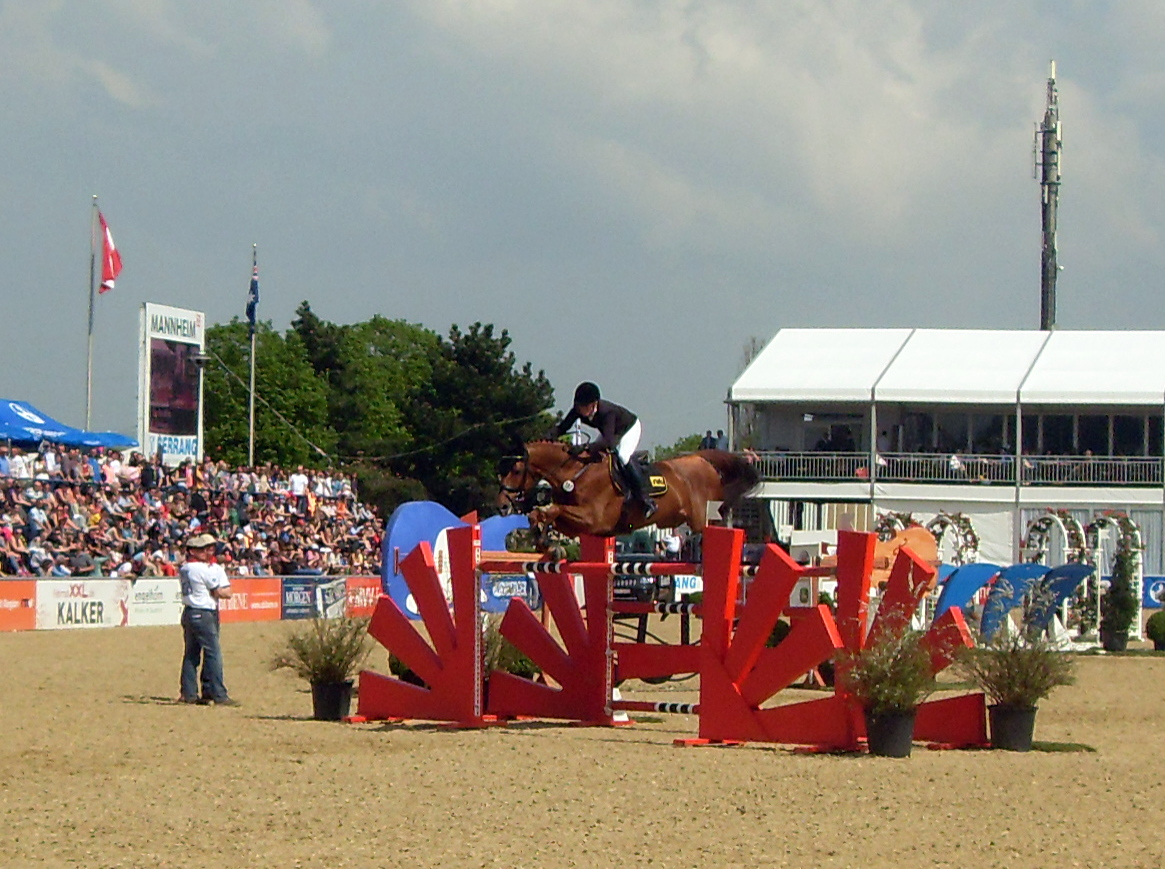
Eva Bitter mit Perigueux beim 50. Mannheimer Maimarkt 2013

Eva Bitter kam über ihre Eltern mit fünf Jahren zum Reitsport und startete im Alter von 10 Jahren an Turnieren, sowohl in A-Springen als auch A-Dressuren. In ihren jungen Jahren wurde sie von Manfred Kötter trainiert. Mit ihrem ersten Großpferd, dem Wallach Winston spezialisierte sie sich auf das Springreiten. Zunächst absolvierte Bitter eine Ausbildung zur Industriekauffrau. Später trainierte sie unter anderem bei Ludger Beerbaum und Heinrich-Wilhelm Johannsmann.
Bei ihrer ersten Nationenpreis-Teilnahme an den Europameisterschaften der Jungen Reiter in Spangenberg 1993 gewann sie auf Argelith's Gento mit der Equipe Gold. Bei der Europameisterschaft der Jungen Reiter in Millstreet gewann sie 1994 auf Argelith's Gento die Goldmedaille im Einzelwettbewerb.
2003 startete sie mit Clare Bronfman, Debby Winkler, Katharina Offel, Inken Johannsen und Iris Bayer im Ambiente Amazonenteam in der internationalen Riders Tour.
2004 gewann sie auf Argelith Stakkato das Championat von Frankfurt. Sie gewann 2010 mit Satisfaction die German Classics.
2012 erreichte sie auf Perigueux den ersten Platz beim Großen Preis von Verden.
Mit Caresse wurde sie 2014 in Balve erneut Deutscher Meisterin bei den Amazonen.
Sie siegte auf Perigueux 2015 beim Grand Prix in Groß Viegeln (CSI3*) und 2016 im Großen Preis von Villach (CSI3*).
Eva Bitter hat zwei Töchter und betreibt gemeinsam mit Marco Kutscher einen Turnierstall in Bad Essen.

## Pferde
- Origi van de Maltahoeve (* 2014), BWP-Fuchswallach, Vater: Marius Claudius, Muttervater: Darco
- Aaa (* 2017), Oldenburger Springpferd brauner Wallach, Vater: Aktion Pur Z, Muttervater: Quintender 2
- Argelith Gento (1982–2017), brauner Oldenburger Hengst[7], Vater: Grundstein I, Muttervater: Makuba xx
- Argelith Stakkato (1993–2023[8]), brauner Hannoveraner Hengst, Vater: Spartan, Muttervater: Pygmalion[9]
- Perigueux (* 2002), Hannoveraner Fuchshengst, Vater: Perpignon, Muttervater: Stakkato, zuletzt im Mai 2018 im Sport eingesetzt
- Caresse 9 (* 2004), Hannoveraner Schimmelstute, Vater: Cento, Muttervater: Sandro, im März 2013 von Philipp Weishaupt übernommen[10], von Dezember 2014 bis September 2017 von Arundell Beerbaum geb. Davison im Sport eingesetzt